# Ciemne tunele
Ciemne tunele (ros. Тёмные туннели) – powieść postapokaliptyczna autorstwa białoruskiego pisarza Siergieja Antonowa, wydana w 2010 roku. Książka należy do serii Uniwersum Metro 2033. 

## Opis fabuły
Anatolij to młody anarchista mieszkający na stacji Wojkowskiej w moskiewskim metrze. Pod dowództwem zbuntowanego komunistycznego oficera wyrusza wraz z oddziałem wojskowych zniszczyć tajne laboratorium komunistów, w którym prowadzi się prace nad stworzeniem superczłowieka. Nikt nie spodziewa się, że cała operacja jest pułapką.